# مكان بلا ناس (فلم)
مكان بلا ناس (بالإنجليزية: A Place Without People)، هُو فيلم وثائقي يوناني صدر سنة 2010 وأخرجه Andreas Apostolidis.

## وصلات خارجية
- مكان بلا ناس  في قاعدة بيانات الأفلام على الإنترنت (بالإنجليزية)